# Temsa Maraton
La Temsa Maraton est un modèle de bus produit par Temsa entre 1987 et 1993, puis de nouveau depuis 2015.

## Première génération (1987 - 1993)
La production du Temsa Maraton a débuté en 1987 et durant sa production, il concurrençait l'autobus Mercedes-Benz O303 mais le modèle a été remplacé en 1993 par le Princess[réf. nécessaire].

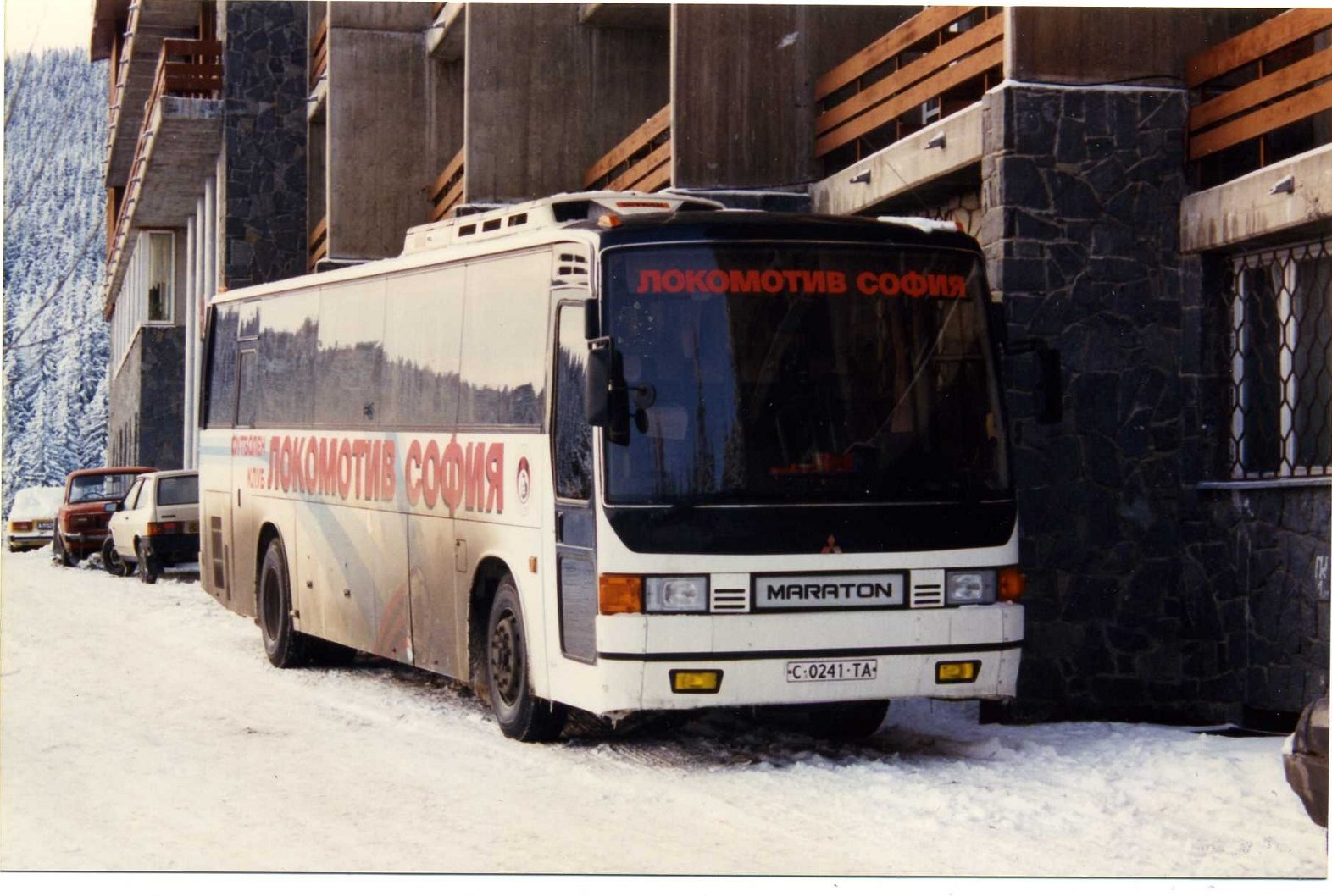
I^{ère} génération du Temsa Maraton.

## Deuxième génération (2015 - présent)
La deuxième génération du Maraton a été présentée au salon Busworld en 2015.

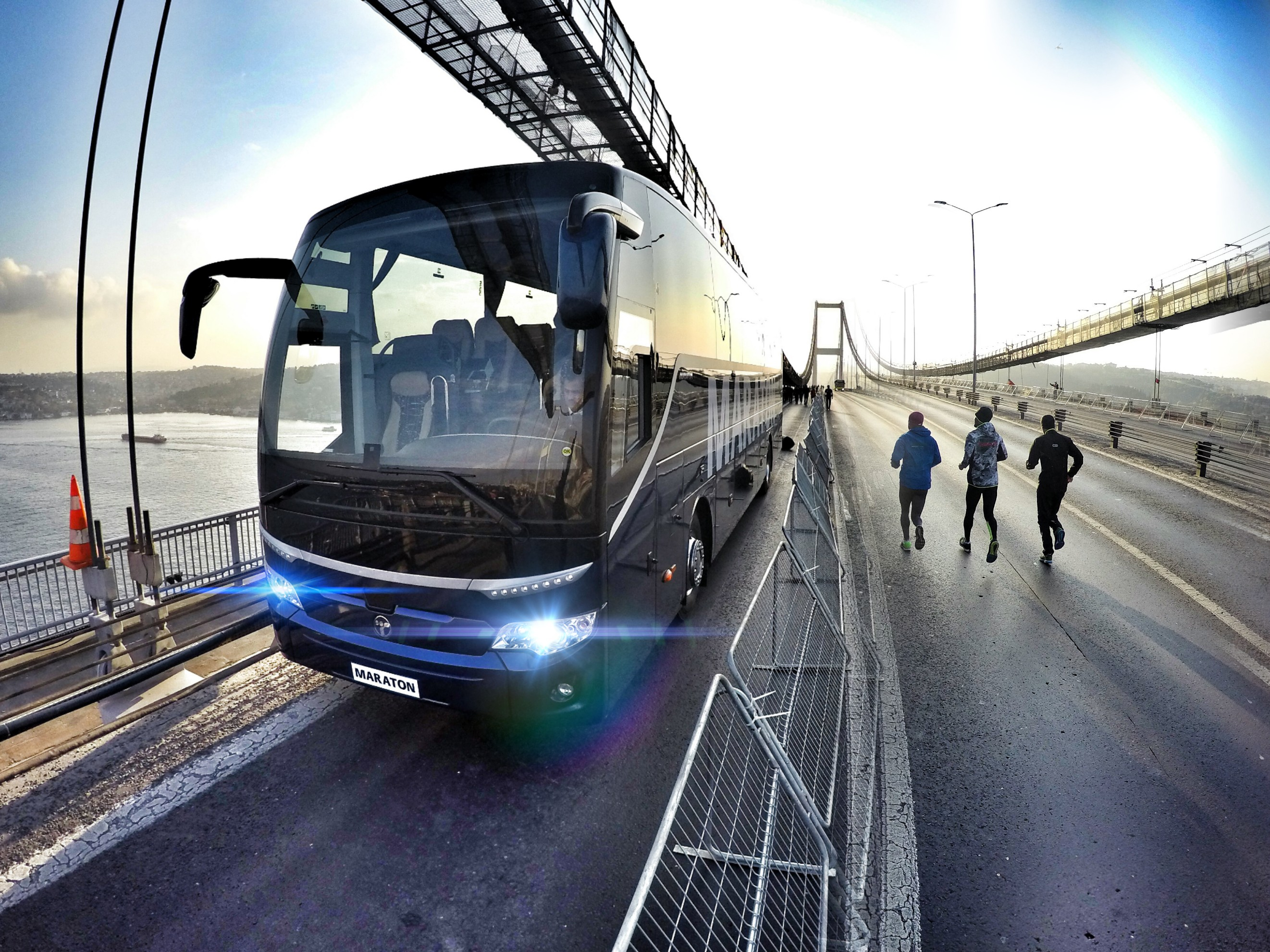
Temsa Maraton II